# Ребекка Джеймс
Ребекка Джеймс (англ. Becky James; нар. 29 листопада 1991, Абергейвенні, Велика Британія) — британська велогонщиця, дворазова срібна призерка Олімпійських ігор 2016 року.

## Виступи на Олімпіадах
| Олімпіада           | Дисципліна | Місце |
| ------------------- | ---------- | ----- |
| Ріо-де-Жанейро 2016 | спринт     | 2     |
| Ріо-де-Жанейро 2016 | кейрін     | 2     |

## Зовнішні посилання
- Ребекка Джеймс — олімпійська статистика на сайті Sports-Reference.com (англ.) (архівна версія)